# Illustratör

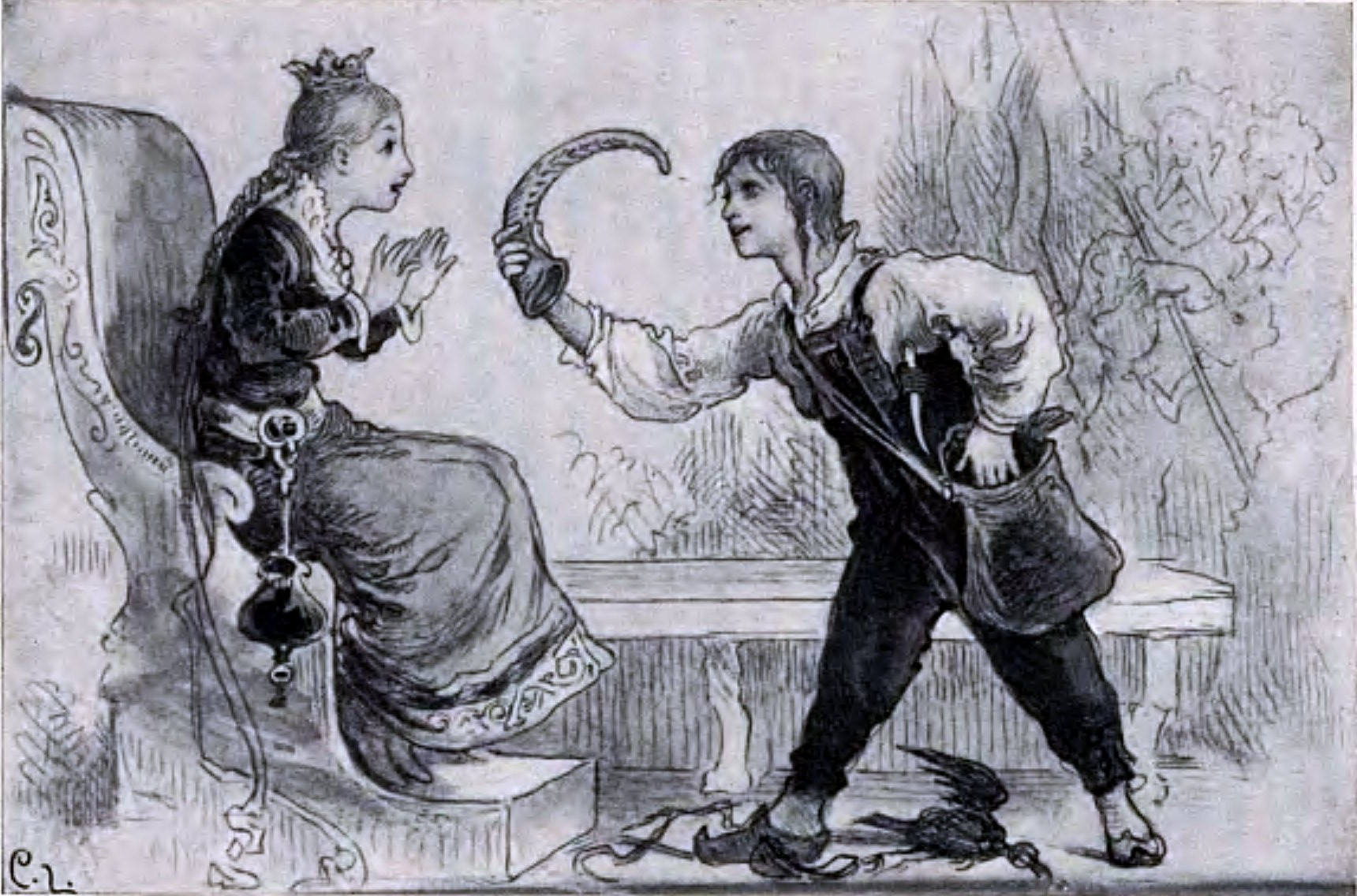
Illustration av Carl Larsson för boken "Folksagor" av Peter Christen Asbjørnsen och Jørgen Moe, utgiven 1927

En illustratör är en person som skapar illustrationer till en bok, tidning eller annat medium. Illustrationerna ska ofta fungera som komplement till en text för att skapa uppmärksamhet, informera, förtydliga, instruera, visualisera, roa eller för att göra någonting snyggt och tilltalande. Illustrationerna sätts ofta samman av en formgivare eller art director tillsammans med text i en grafisk form såsom böcker, periodiska publikationer, reklam, informationsmaterial, spel och eller webbsida.
Illustratörer ska inte sammanblandas med serietecknare. Dessa är serieskapare som både sköter bild och layout av en tecknad serie.

## Tekniker och villkor
Tekniken för att ta fram en illustration kan variera och kan göras digitalt eller analogt eller i en kombination av båda sätten. De klassiska teknikerna är tvådimensionell teckning i blyerts, med färgpennor eller krita, målning i akvarell, akryl, gouache eller olja. Numera framställs många illustrationer, både tvådimensionella och tredimensionella, digitalt i dator eller på ritplatta i program som Illustrator, Photoshop, Corel Draw, Paint, ProCreate, Maya, Cinema 4D eller liknande. Ofta blandas de olika teknikerna så att någonting först skissas för hand för att sedan tecknas rent eller färgläggas i dator.
Många illustratörer har utbildats på konstskola, folkhögskola med bildinriktning, serietecknarskola, animationsskola eller någon form av designskola. Men det finns även många som är helt självlärda. 
Att arbeta som illustratör innebär oftast att man är egenföretagare då det är relativt få företag som anställer en illustratör. Den digitala spelindustrin och animationsindustrin har dock på senare år kommit att bli en viktig arbetsgivare. De frilansande illustratörerna arbetar med kortare eller längre uppdrag till flera olika uppdragsgivare eller med helt egna projekt. Det kan handla om allt från flera illustrationer till en bok, mönster till ett tryck på en handduk, en seriestripp eller kanske en enstaka bild till en reklamkampanj.

## Illustratörer i Sverige
I Sverige samlas många illustratörer i Svenska tecknare. Organisationen har tagit som uppgift att inspirera och utbilda samt ge ekonomisk och juridisk rådgivning till sina medlemmar. Många samlas även hos Illustratörcentrum som har som uppgift att marknadsföra och inspirera sina medlemmar. En del illustratörer finns även representerade av en illustrationsagentur. 

### Utbildningar i Sverige (urval)
- Beckmans designhögskola
- Konstfack
- Mälardalens högskola

## Illustratörer
- Illustratörer (kategorilistning)